# Ivica Kostelić
Ivica Kostelić, född 23 november 1979 i Zagreb, är en kroatisk alpin skidåkare. Han är storebror till Janica Kostelić. 
Han debuterade i världscupen i oktober 1998 och sedan dess har han vunnit både totala världscupen, 26 världscuptävlingar och sex VM- och OS-medaljer. Han vann VM-guld i slalom 2003.
Både i OS i Turin 2006 och i OS i Vancouver 2010 vann han silver i superkombination. Vid OS 2010 tog han även silver i slalom. Ytterligare en silvermedalj vann han i superkombinationen i OS i Sotji 2014.
Kostelić vann den totala alpina världscupen säsongen 2010/2011. Han vann överlägset med 400 poäng före tvåan Didier Cuche från Schweiz.
I februari 2012 skadade Kostelić sitt ena knä vilket ledde till operation. Därmed "stod han still" i den totala världscupen och österrikaren Marcel Hirscher kunde ta över förstaplatsen den 21 februari samma år. Kostelić vann ändå kombinationscupen och slutade på fjärde plats i världscupen totalt. I slalomcupen blev han tvåa, passerad av André Myhrer i säsongens sista tävling.
Ivica Kostelić har vunnit 26 världscuptävlingar och kommit på pallen 60 gånger.

## Meriter

### Världscupen
- Vinnare av slalomcupen 2002 och 2011
- Vinnare av kombinationscupen 2011 och 2012
- Vinnare av totala världscupen 2011
- Vunnit 26 tävlingar

### OS
- OS 2006 - Silver i superkombination
- OS 2010 - Silver i superkombination
- OS 2010 - Silver i slalom
- OS 2014 - Silver i superkombination

### VM
- VM 2003 - Guld i slalom
- VM 2011 - Brons i super-G
- VM 2013 - Silver i superkombination